# デュラン (出版社)
デュラン（Durand & Cie）は、フランスの音楽出版社。
1869年12月30日に、オルガニストで作曲家のオーギュスト・デュラン（Auguste Durand）とその友人ルイ・シェーネヴェルク（Louis Schönewerk）によって Durand-Schoenewerk & Cie として設立された。
いったんは解散したが、1891年にオーギュストとその息子ジャックにより Durand & fils として再出発、オーギュストの死後は Durand & Cie に名前を変えた。
普仏戦争でのナショナリズム高揚とビュシーヌとサン＝サーンスによる国民音楽協会の設立を背景に、サン＝サーンス、フォーレ、ダンディ、ドビュッシー、デュカス、ロパルツ、ルーセル、シュミット、ラヴェル、ミヨー、プーランク、デュリュフレ、ジョリヴェ、メシアンといった作曲家の多くの作品を出版し、フランス近代・現代音楽の発展を支えた。
サラベール社、マックス・エシグ社と合併し、現在、ユニバーサル・ミュージック・パブリッシング・グループ傘下にある。